# 이브라힘 오스만
이브라힘 오스만(영어: Ibrahim Osman, 2004년 11월 29일 ~ )는 가나의 축구 선수이다. 그의 포지션은 공격수로, 현재 프랑스 리그 1의 오세르에서 활약하고 있다.

## 클럽 경력
2023년 초, 오스만은 가나의 라이트 투 드림 아카데미에서 덴마크의 노르셸란으로 이적했다. 2023년 2월, 그는 4-2로 이긴 OB와의 경기에서 동료 어니스트 누아마와 교체 투입되어 노르셸란 소속으로 데뷔전을 치렀다.